# 梅雷欧库尔
梅雷欧库尔（法語：Méréaucourt，法語發音：[meʁeokuʁ]）是法国上法蘭西大區索姆省的一个市镇，属于亚眠区。

## 地理
梅雷欧库尔（49°43'45"N, 1°56'3"E）面积3.04 平方千米，位于法国上法蘭西大區索姆省，该省份为法国北部沿海省份，北起加来海峡省和北部省，西接滨海塞纳省和大西洋英吉利海峡，南至瓦兹省，东临埃纳省。
与梅雷欧库尔接壤的市镇（或旧市镇、城区）包括：埃凯讷-埃拉姆库尔、埃斯康、蒂约卢瓦城。

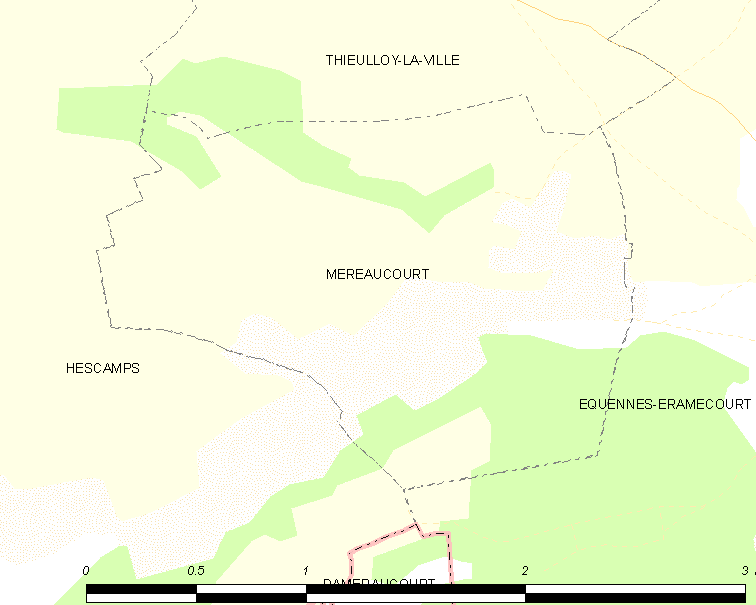
梅雷欧库尔的OSM定位图

梅雷欧库尔的时区为UTC+01:00、UTC+02:00（夏令时）。

## 行政
梅雷欧库尔的邮政编码为80290，INSEE市镇编码为80528。

## 政治
梅雷欧库尔所属的省级选区为皮卡第地区普瓦县。

## 人口

1962-2008年间梅雷欧库尔人口变化图示

梅雷欧库尔于2022年1月1日时的人口数量为9人。